# HD 3240
HD 3240 är en blåvit jättestjärna i Cassiopejas stjärnbild.
Den har visuell magnitud +5,08 och är svagt synlig för blotta ögat vid normal seeing.